# Aga Chan
Aga Chan (Aga Khan; pers. ‏آغا خان‎, arab. ‏آغا خان‎) – honorowy tytuł ostatnich czterech imamów głównego wyznania chodżów – aga chanów. Tytuł ten został nadany 46 imamowi Hasanowi Alemu Szahowi w 1818 roku przez szacha perskiego Fatha Alego Szaha Kadżara wraz ze stanowiskiem gubernatora prowincji Qum (Kerman). Tytuł pochodzi od tureckiego słowa agha (właściwie ağa) oznaczającego władcę, przywódcę lub dowódcę wojskowego. W Persji tytuł ten w formie aga lub częściej agha przysługiwał wyższej warstwie stanu szlacheckiego. Słowo Chan ma natomiast etymologię perską i pasztuńską i choć formalnie oznacza władcę lub króla, zwykle odnosi się do wyższych rangą szefów administracji (np. gubernatorów), podległych książąt, najwyższej szlachty (często też jest nazwiskiem muzułmanów na terenie dawnych Indii).
Lista
- Aga Chan I
- Aga Chan II
- Aga Chan III
- Aga Chan IV